# Kalyptatherina helodes
Kalyptatherina helodes – gatunek ryby z rodziny (Telmatherinidae), jedyny przedstawiciel rodzaju Kalyptatherina.